# Dolar canadian
Dolarul canadian este unitatea monetară a Canadei. Este abreviată folosind simbolul Codul ISO 4217 este CAD. Este divizată în 100 de cenți.
1. ↑  „List of Currency Codes by Country (ISO 4217)”. www.iban.com. Accesat în 15 august 2025.